# والتر ورنر
والتر ورنر (آلمانی: Walter Werner; ۱۱ آوریل ۱۸۸۳ – ۸ ژانویهٔ ۱۹۵۶) هنرپیشه اهل آلمان بود.
از فیلم‌ها یا برنامه‌های تلویزیونی که وی در آن نقش داشته‌است می‌توان به روبرت کخ، زوس یهودی، سرنوشت و عشق بزرگ و کوچک اشاره کرد.